# TAM-Arkiv

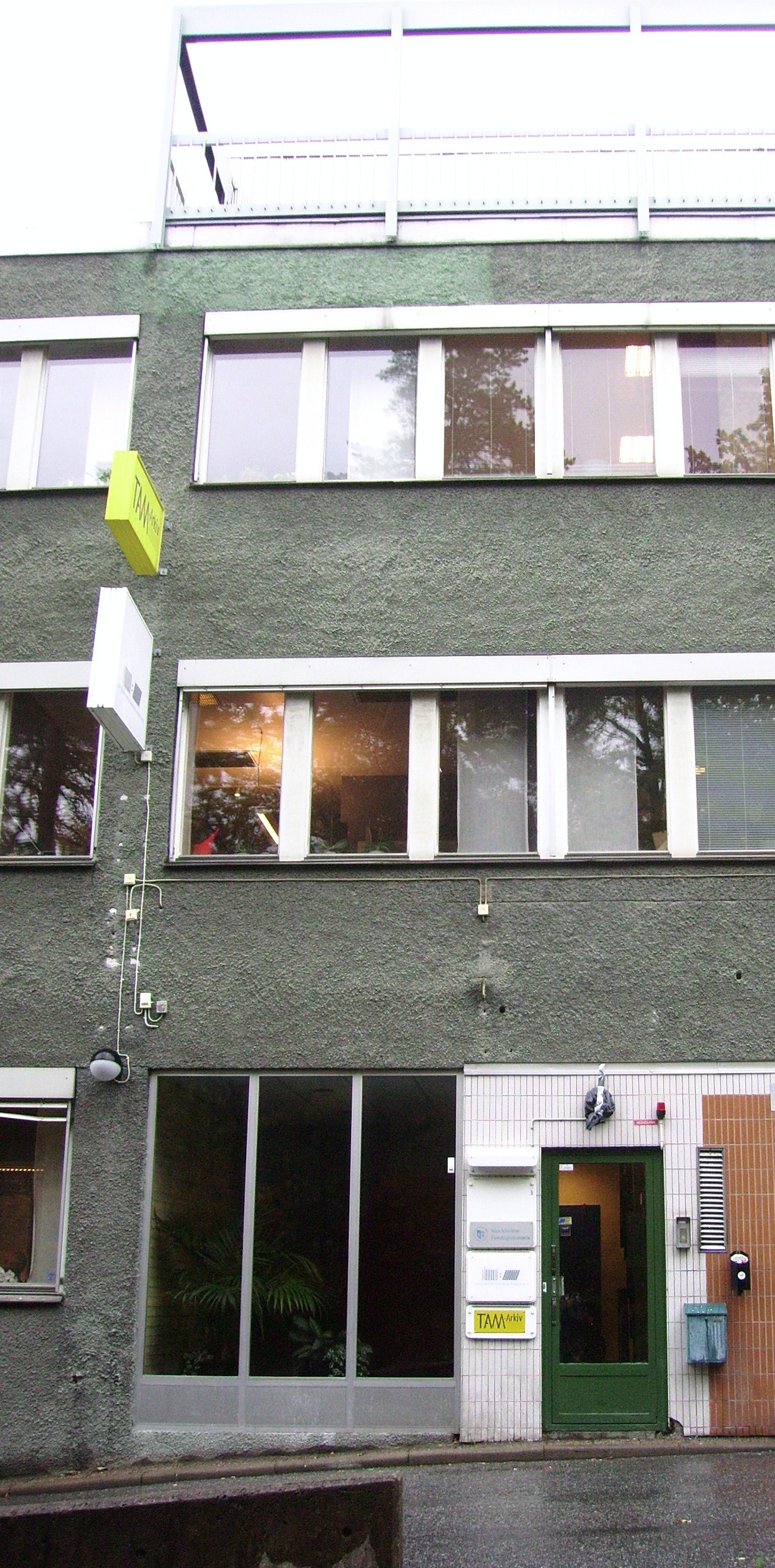
TAM-Arkiv på Grindstuvägen 48–50.

TAM-Arkiv (Tjänstemäns och akademikers arkiv) grundades 1984 och drivs som en ideell förening. Medlemskap står öppet för TCO:s och Saco:s medlemsorganisationer på riksnivå samt andra yrkesföreningar med tjänstemanna- och akademikeranknytning. Det är beläget på Grindstuvägen 48–50 i Bromma utanför Stockholm. TAM-Arkiv förenar arkiv,  bibliotek och en forskningsfrämjande verksamhet.
Hos TAM-Arkiv förvaras, tillgängliggörs och tillhandahålls tjänstemanna- och akademikerrörelsernas arkiv, inklusive många personarkiv. TAM-Arkiv ska också svara för medlemmarnas kompetensförsörjning i alla frågor som gäller den arkivnära informationshanteringen - exempelvis framtagning av dokumenthanteringsplaner. 
TAM-Arkiv förvarar 10 000 hyllmeter arkiv. Det finns också omfångsrika samlingar  fotografier, filmer, diabilder, affischer, ljudupptagningar, fanor, märken och föremål som förmedlar kompletterande historisk information. 
Biblioteket är inriktat på litteratur om tjänstemanna- och akademikerorganisationernas historia. Den innehåller även annan facklig, politisk och samhällsvetenskaplig litteratur. 
TAM-Arkivs tredje uppgift är att främja forskning om tjänstemanna- och akademikerorganisationernas historia samt om yrkesgrupperna, exempelvis genom konferenser, seminarier, publikationer och genom kontakt med universitet och högskolor. TAM-Arkiv genomför också - och ger i bokform ut - yrkesminnesinsamlingar bland tjänstemanna- och akademikergrupper. Genom dessa kompletteras arkivmaterialet med människors egna berättelser om liv och arbete. TAM-Arkiv har också ett forskningsråd som bland annat delar ut stipendier till  forskare och studenter som skriver uppsatser med anknytning till tjänstemanna- och akademikergruppers historia. Arkivet ger ut en egen skriftserie med namnet: "Tjänstemän &  Historia".

## TAM-Revy
TAM-Arkiv ger sedan 1997 ut TAM-Revy – en populärvetenskaplig kulturtidskrift som utkommer två till tre gånger per år. Tidskriften innehåller artiklar om tjänstemanna- och akademikerrörelsernas historia och nutid. Den lyfter fram medlemsorganisationernas yrkesgrupper och hur arbetslivets villkor har förändrats. Tidskriften rapporterar om pågående forskning, aktuella aktiviteter på TAM-Arkiv och lyfter fram källmaterial ur arkivets samlingar. Tidskriften bytte namn 2014 och heter numera "Nio-Fem".

## TAM-Arkivs historia
Redan när TCO grundades 1944 väcktes frågan om behovet av ett framtida arkiv - ett tjänstemannarörelsens motsvarighet till Arbetarrörelsens arkiv och bibliotek (ARAB). Men det dröjde ända till TCO-kongressen 1967 innan en utredning om behovet av ett tjänstemannarörelsens arkiv behandlades. Då beslutades det att ett TCO-arkiv skulle upprättas på tjänstemannarörelsens kursgård Bergendal. Men lösningen att ha ett arkiv på Bergendal visade sig i längden inte vara helt lyckad. Arkivutrymmena där var alltför små och arbetsmiljön var otillfredsställande.
I mars 1983 beslöt så TCO-styrelsen att ge en arbetsgrupp i uppdrag att utreda hur arkivverksamheten skulle kunna utvecklas. Under arbetets gång vidgades gruppens uppdrag till att lägga fram förslag om hur samordning av arkivet och ett litet kontorsmuseum som då fanns i Sifs ägo skulle kunna utformas. Arbetsgruppens rapport: "Tjänstemannarörelsens Arkiv och Museum" behandlades av TCO-styrelsen 1984, något som ledde till bildandet av TAM. I oktober 1984 hölls TAM:s konstituerande stämma på Cardellgatan 1 i Stockholm. Förste chef var Thord Wallén som tidigare arbetat som utredare och studierektor på TCO. Den centrala enheten blev förlagd till Cardellgatan medan arkivdepån blev kvar på Bergendal.
TAM:s kansli på Cardellgatan flyttades 1989 till Jungfrugatan 38 i Stockholm. Samma år tillträdde Ingrid Wahlund som chef på TAM – också hon med ett förflutet inom tjänstemannarörelsen. TAM:s verksamhet utvecklades mycket under arkivets första år. Det blev snart en mötespunkt för intresset för de svenska tjänstemännen och deras organisationer. Ett stort antal publikationer om tjänstemän gavs ut. Samarbetet med universitet och högskolor blev livligare. Parallellt med arkivdelen fanns under denna tid också en aktiv utställningsverksamhet i vilken olika tjänstamannagruppers historia och arbete lyftes fram. 
År 1993 sammanfördes TAM:s arkiv och TAM:s kansli till en centralt belägen lokal på Västmannagatan 52 i Stockholm. Arkivdepån på Bergendal lades nu definitivt ned. Även museidelen upphörde med tiden. TAM bytte namn till TAM-Arkiv. Under tiden på Västmannagatan bytte TAM chef några gånger. Arne H Eriksson blev chef 1995. Han var doktorand i historia och hade en bakgrund inom tjänstemannarörelsen. År 2004 tillträdde Annelie Johansson som chef. Hon var etnolog och genomförde – för TAM-Arkivs räkning – ett flertal yrkesminnesinsamlingar. 
År 2006 flyttade TAM-Arkiv till dess nuvarande lokaler på Grindstuvägen 48–50 i Bromma utanför Stockholm. Samma år tillträdde den nuvarande chefen - Lars-Erik Hansen. Han är historiker och arkivarie. 
TAM-Arkiv har således genomgått många förändringar under sin historia. Från att ha varit ett litet arkiv i Bergendal - öppet endast för TCO-förbund - till dagens arkiv där det ingår både TCO- och Saco-förbund. Under senare år har arkivet (och verksamheten) expanderat mycket genom att alltfler Saco-förbund blivit medlemmar.

## Gerda Höjers pris
Sedan 2017 utdelar TAM-Arkiv Gerda Höjers pris för att belöna forskning om tjänstemän, akademiker och deras sammanslutningar. 